# Велика Перспективна вулиця
Велика Перспективна вулиця — вулиця в Кропивницькому, важлива транспортна артерія міста. Пролягає від площі Соборної до вулиці Соборної. До вулиці прилягають вулиці: Леоніда Куценка, Преображенська, Велика Пермська, Пушкіна, Верхня Биковська, площі Героїв Майдану і Богдана Хмельницького, перетинають Студентський бульвар, вулиці Єгорова, Гагаріна, Шевченка, Театральна, Чміленка, Тараса Карпи, Гоголя.
Вулицею проходять дві траси міжнародного значення: Автошлях М 12 (Стрий — Знам'янка) та Автошлях М 13 (Кропивницький — Платонове), з якими збігаються європейські маршрути Автошлях E50 (Брест — Махачкала) та Автошлях E584 (Полтава — Слобозія) відповідно, значна частина автобусних, мікроавтобусних, тролейбусних маршрутів.

## Назва
У часи Російської імперії вулиця мала назву Велика Перспективна, проте в радянський період була перейменована на вулицю Карла Маркса на честь німецького філософа Карла Маркса. Історична назва була повернута 27 жовтня 2011 року рішенням міської ради разом із перейменуванням ще трьох вулиць міста.

## Галерея

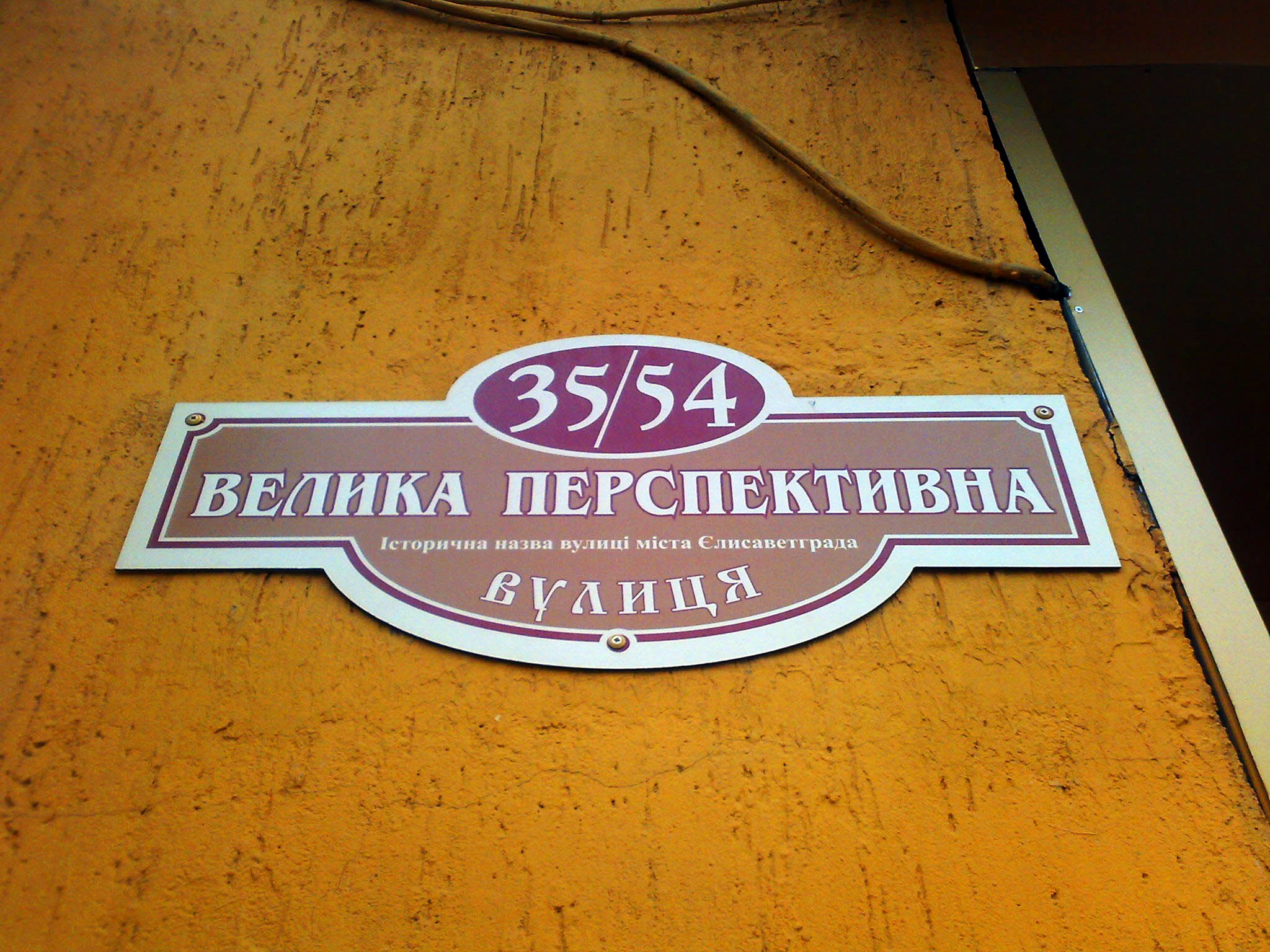
Сучасна табличка на будинку по вул. Великій Перспективній
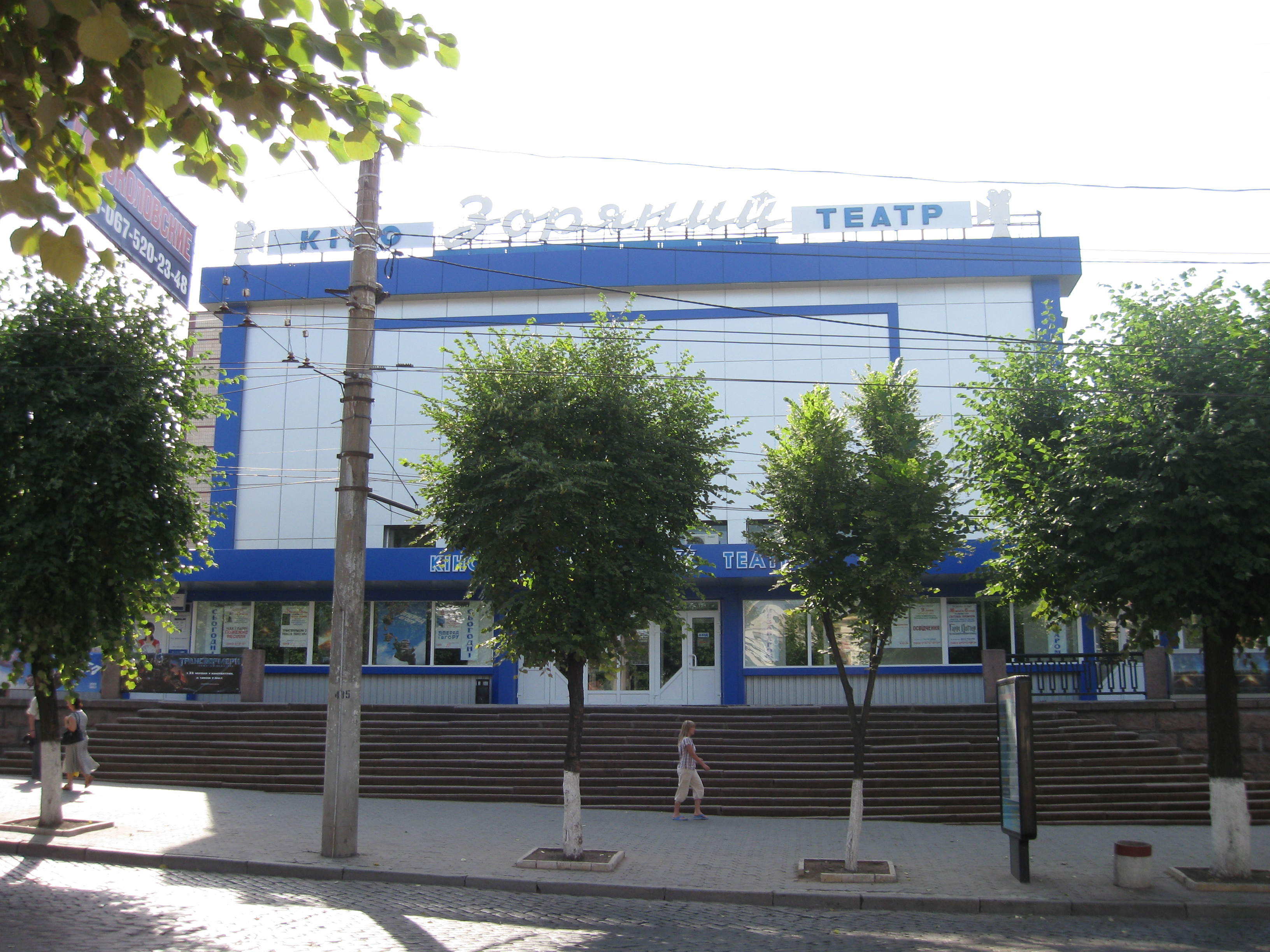
Кінотеатр «Зоряний» (буд. 27)
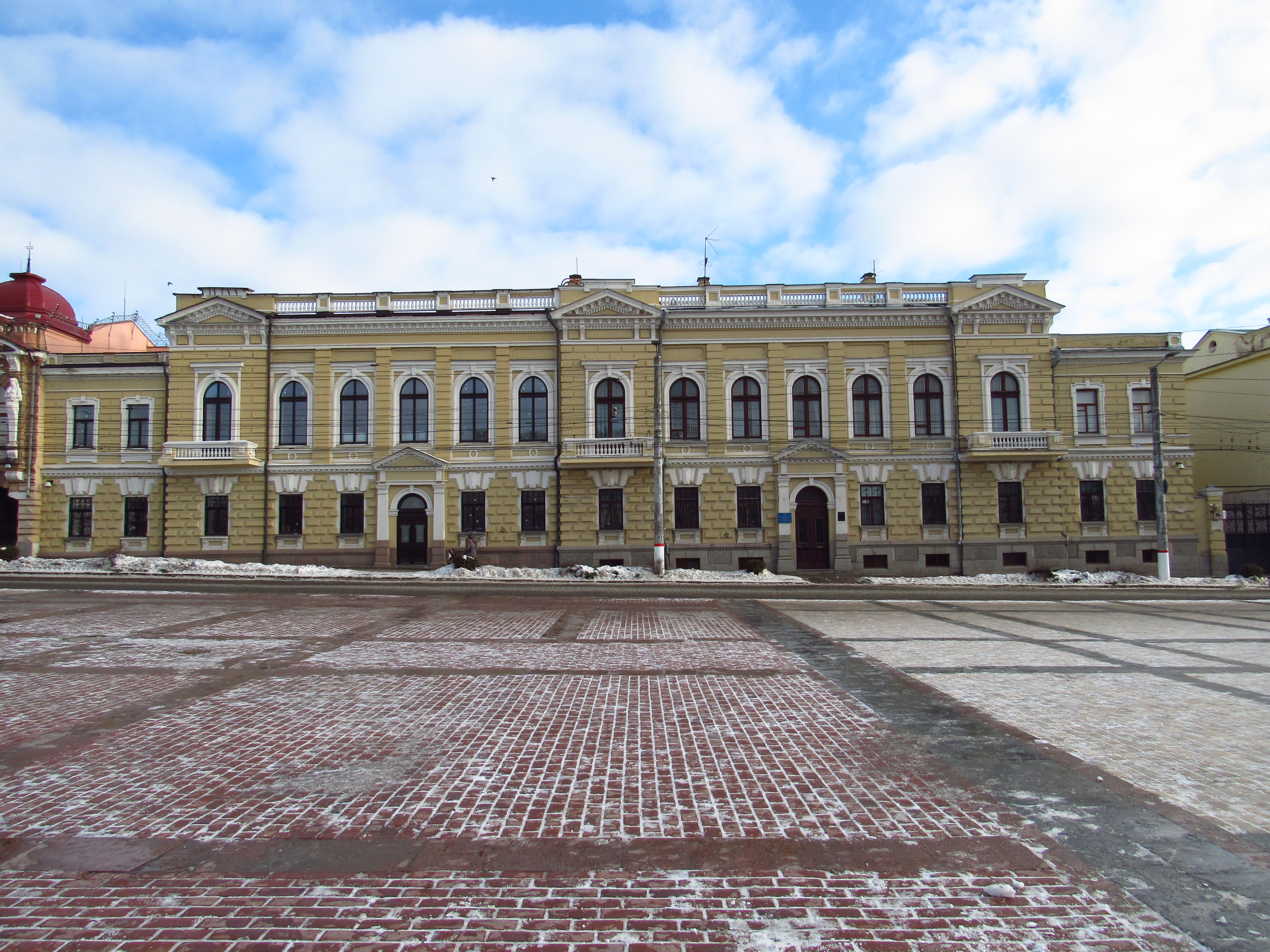
Будівля банку (№ 33)
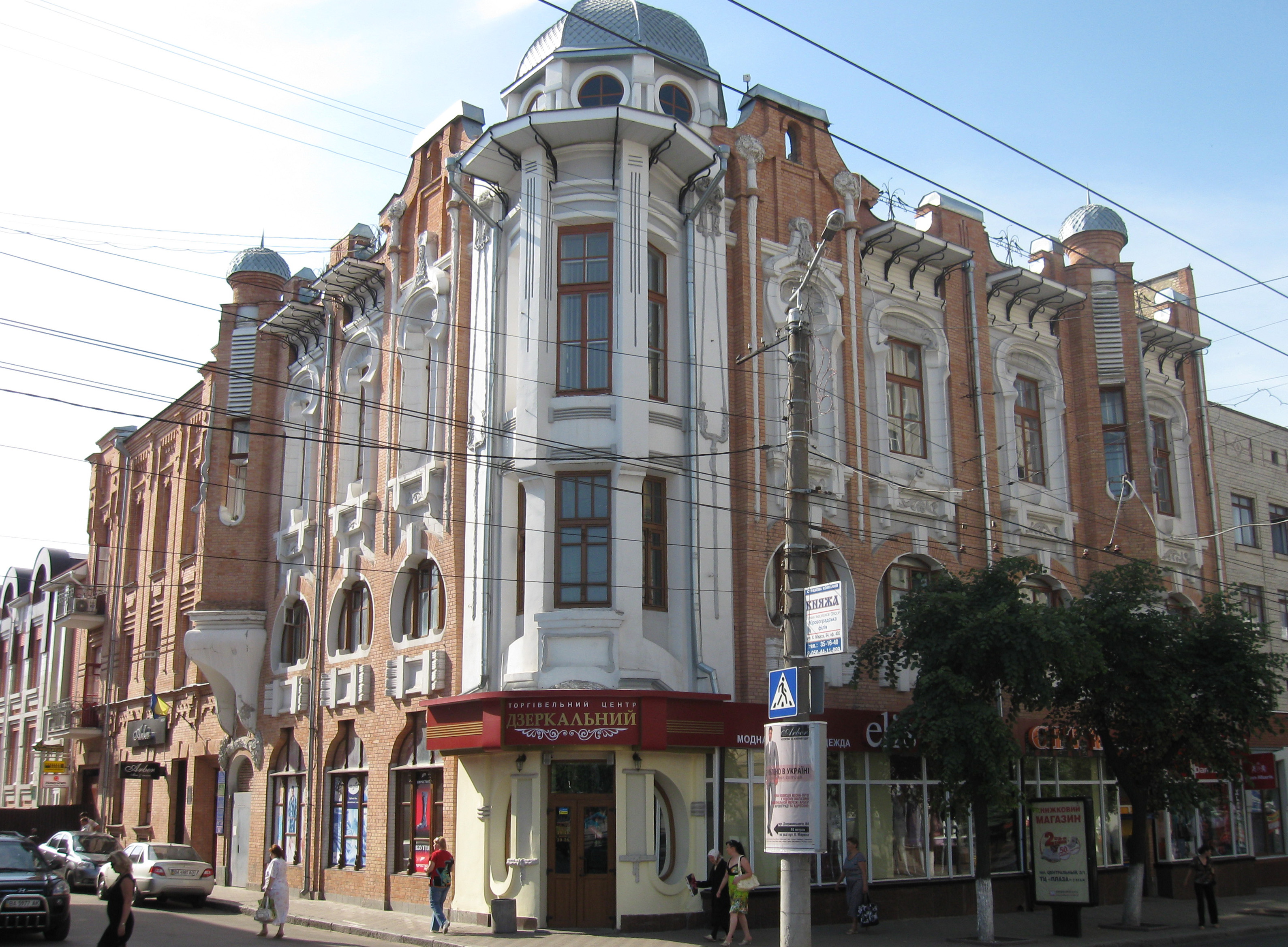
ТЦ «Дзеркальний» (буд. 35) на розі Великої Перспективної і Віктора Чміленка
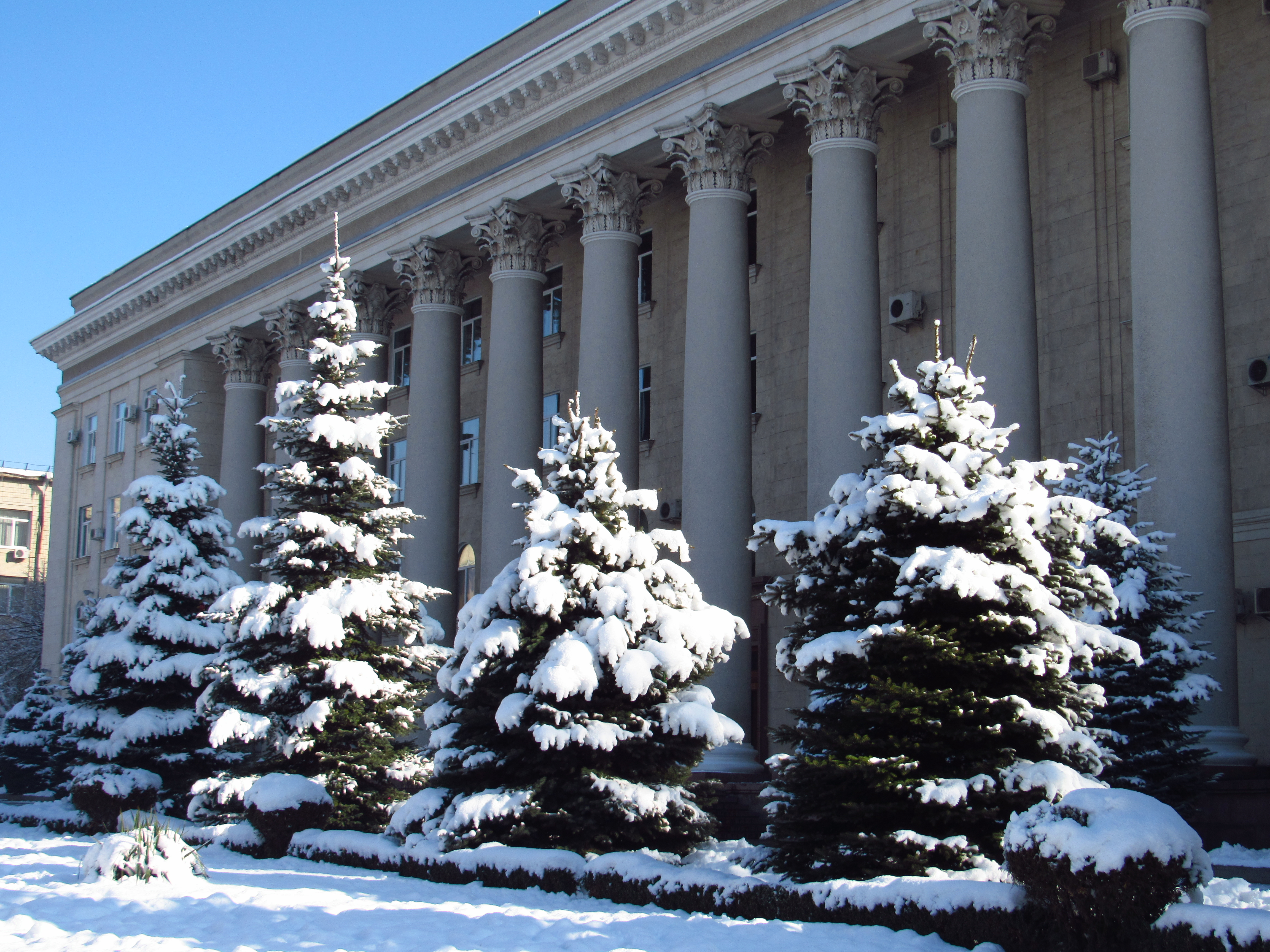
Будівля Кропивницької міської ради (буд. 41)
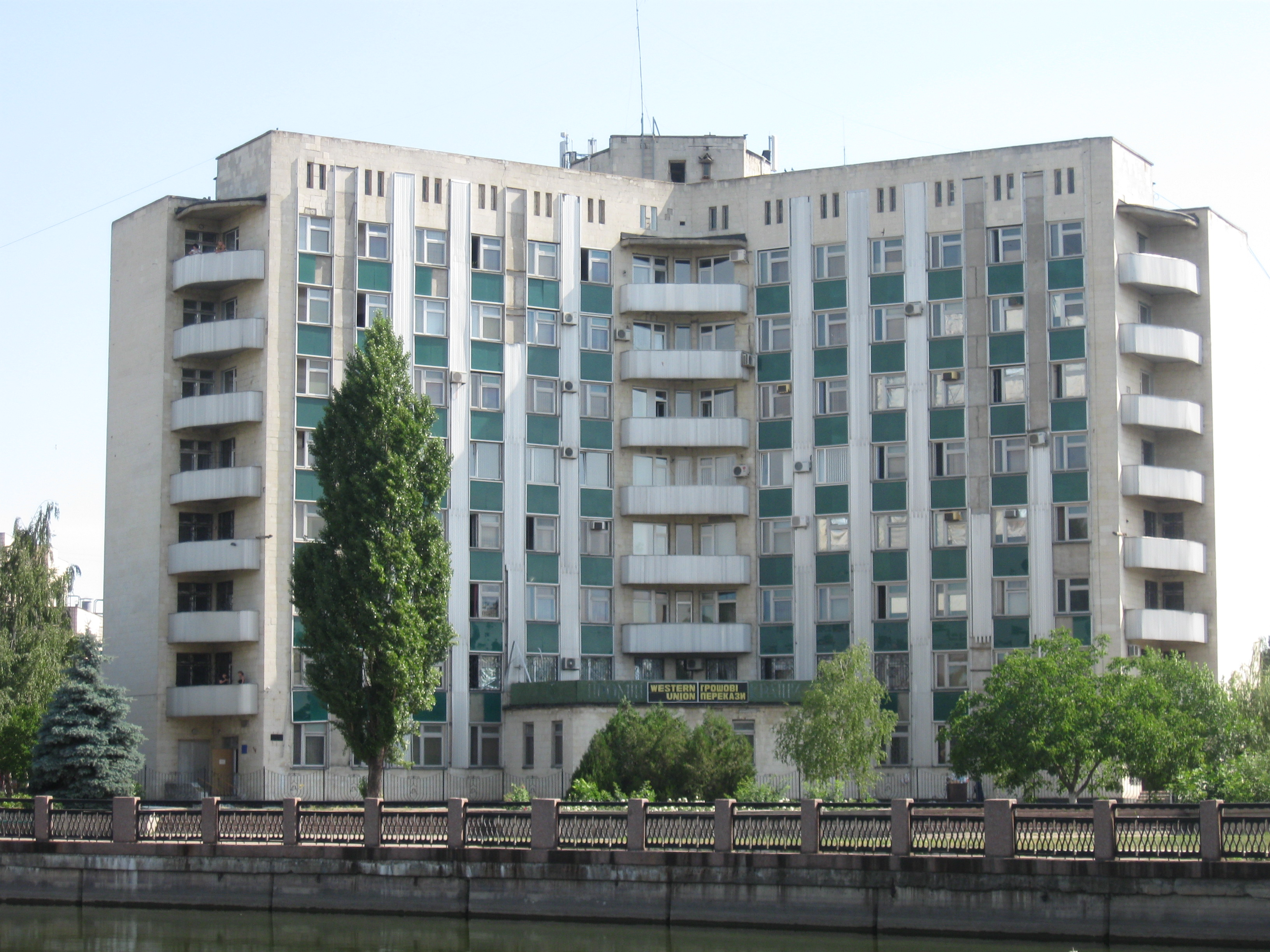
Будівля державної податкової служби України у Кіровоградській області  (буд. 55)
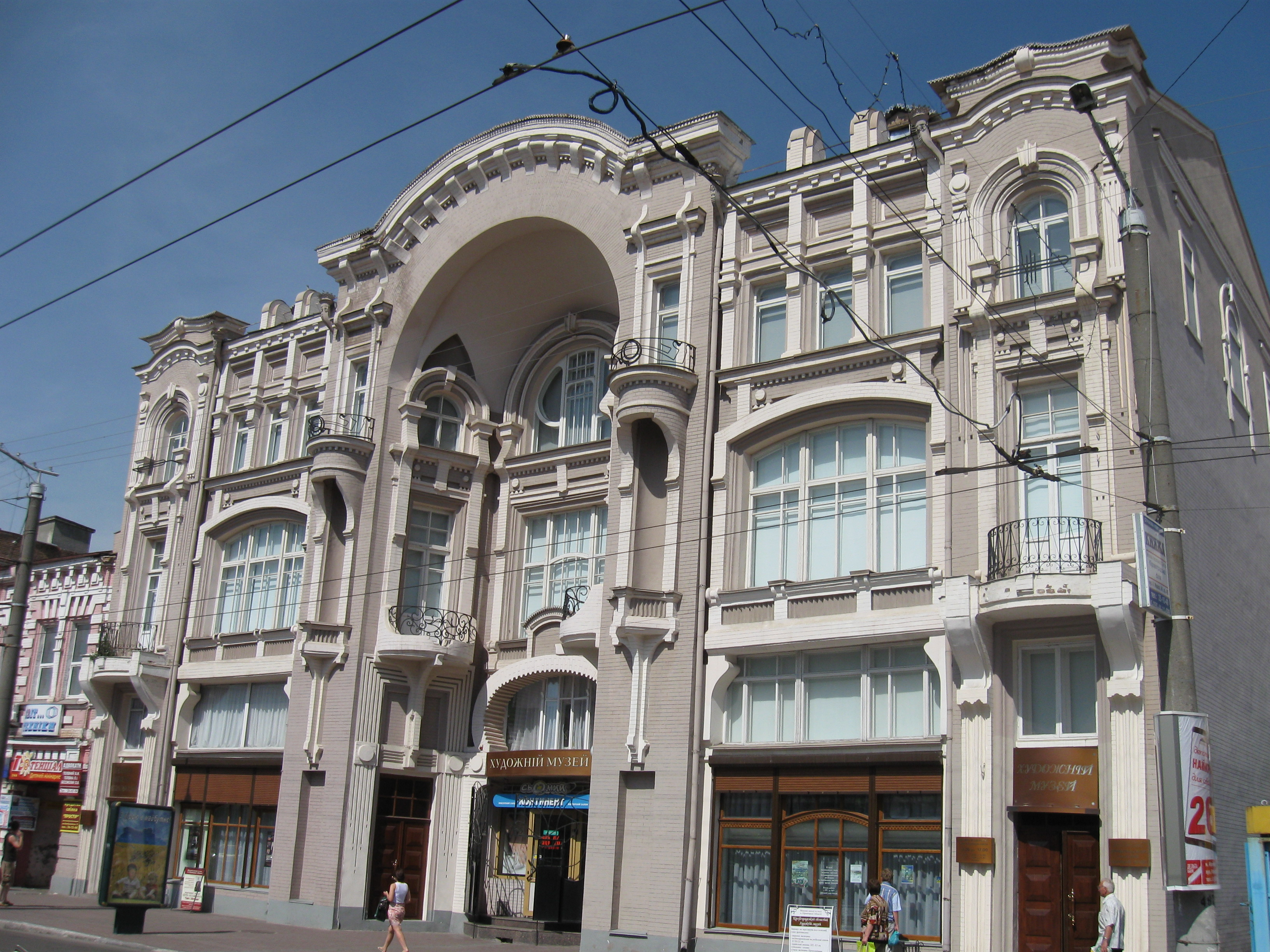
Художній музей (буд. 60)
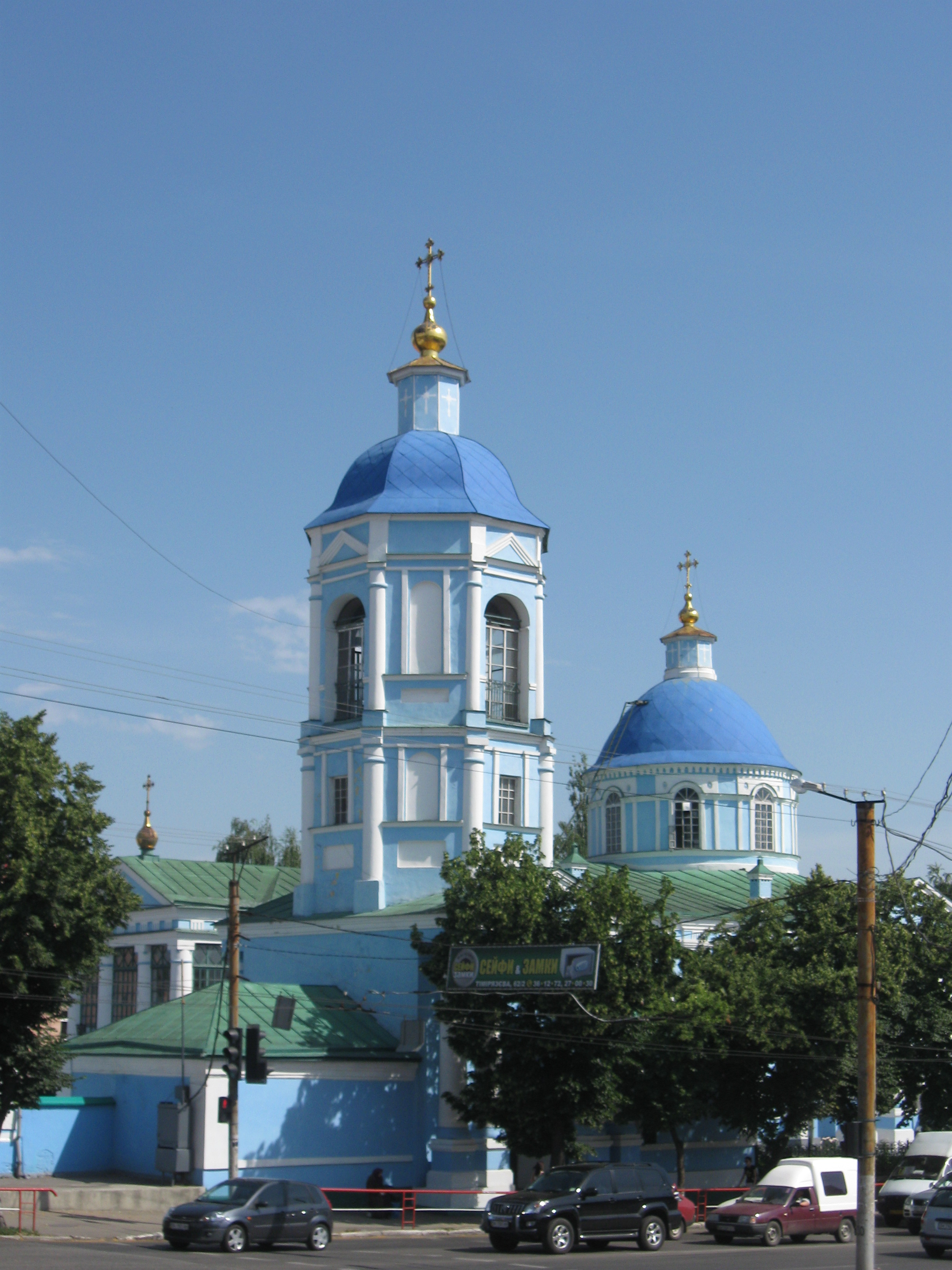
Кафедральний собор (буд. 74)
Пам'ятник жертвам Чорнобиля